# Frances Yates
Pour les articles homonymes, voir Yates.
Frances Amelia Yates, née à Southsea le 28 novembre 1899 et morte à Surbiton le 29 septembre 1981, est une historienne britannique des arts et des idées, spécialiste de la pensée magique de la Renaissance.

## Biographie
Benjamine d'une fratrie de quatre enfants, son père, James Yates, architecte naval et constructeur de cuirassés, a travaillé sur plusieurs chantiers anglais pendant son enfance. Elle publie son premier article dans le Glasgow Herald à l'âge de 13 ans. Après des études de français à l'Université de Londres, elle entre en 1941 à l'Institut Warburg aux côtés de Panofsky et Gombrich pour y mener des recherches avant d'y être nommée professeur en 1956. Sa thèse porte sur « Le théâtre politique en France au XVIe siècle ».
En 1934, elle publie son premier ouvrage John Florio. The Life of an Italian in Shakespeare's England, brisant dès son premier ouvrage les cloisonnements entre les disciplines, travaillant sur les aspects socio-politiques, religieux, philosophiques, artistiques et littéraires de son sujet. Cet ouvrage reçoit le Prix Rose Mary Crawshay en 1937.
Son ouvrage L'Art de la mémoire publié en 1966 est considéré par la Modern Library comme l'un des « 100 plus grands ouvrages de nonfiction du XXe siècle ». Il a aussi inspiré de nombreux auteurs contemporains tel Italo Calvino, Carlos Fuentes ou encore, Philip Pullman.
Elle s'intéresse à la pensée magique à la Renaissance et à son impact sur les sciences de l'époque, en particulier dans Giordano Bruno et la tradition hermétique en 1964. Cela ne se limite pas à un ensemble de « pratiques occultes » ou à l'alchimie mais s'étend à tout un courant de pensée datant de la traduction du Corpus Hermeticum par Marsile Ficin.

## Distinctions
- Prix Galileo Galilei (1951)
- Officier de l'Ordre de l'Empire britannique (1972)
  - Dame Commander (1977)
- Wolfson History Prize (1973)

## Œuvres

### Ouvrages traduits en français
- Les Académies en France au XVIe siècle (1947), Paris, PUF, 1996.
- Giordano Bruno et la Tradition hermétique (1962), Dervy, 1997.
- L'Art de la mémoire (1966), Paris, Gallimard, 1987.
- La Lumière des Rose-Croix : l'illuminisme rosicrucien (1972), Paris, Culture, art, loisirs, 1978.
- Astrée, le symbolisme impérial au XVIe siècle (1975), Paris, Belin, 2000.
- Les Dernières Pièces de Shakespeare : une approche nouvelle (1975), Paris, Belin, 2000.
- La Philosophie occulte à l'époque Elisabéthaine (1979), Paris, Dervy, 1987.
- Raymond Lulle et Giordano Bruno (1982), Paris, PUF, 1999.
- Science et tradition hermétique (1967-1977), Paris, Allia, 2009. Extraits de Collected Essays t. III (Ideas and Ideals in the North European Renaissance), 1984.
- Fragments autobiographiques, Paris, Allia, 2009.
- Le Théâtre du monde, Paris, Allia, 2019.

### Ouvrages en anglais
- John Florio. The Life of an Italian in Shakespeare's England, Cambridge, 134.